# Боереску, Василе
Василе Боереску (рум. Vasile Boerescu; 1 января 1830, Бухарест — 18 ноября 1883, Париж) — румынский политический, государственный и дипломатический деятель, министр юстиции, министр иностранных дел, министр по делам религии и народного образования Княжества Румыния, журналист, юрист, педагог, профессор, доктор права.

## Биография
Во время революции 1848 года, В. Боереску учился в Национальном колледже «Святого Саввы» в Бухаресте и принимал участие в качестве журналиста, работал в местной газете. После окончания колледжа в 1850 году, переехал в Париж, изучал право, получил ученую степень в области права в 1857 году, в том же году основал газету «Naţionalul», пропагандировавшую идеи юнионизма. Во время своего пребывания во Франции В. Боереску боролся за политические права румын и за объединение княжеств Валахии и Молдавии.
В 1857 году, после возвращения на родину, был назначен профессором коммерческого права в колледже Святого Саввы, а в 1859 — профессором юридического факультета в университете Бухаресте. В марте 1871 года стал ректором Бухарестского университета, а в октябре 1873 года был назначен деканом юридического факультета.
В январе 1859 был избран депутатом Законодательного Собрания Валахии.
Несколько раз был членом кабинета министров Княжества Румыния. Трижды занимал должность министра юстиции (1860, 1860—1861, 1868—1870). В качестве министра провёл законы об эмансипации евреев, о признании самостоятельности Румынии и в 1875 году заключил первую торговую конвенцию с Австро-Венгрией, за которую поплатился своим портфелем.
Будучи первоначально политиком-консерватором, позже стал основателем умеренной партии, позже перешёл к либералам и в 1873—1876 и 1879—1881 годах был министром иностранных дел. Как министр иностранных дел, играл активную роль в объединении молдавских и румынских княжеств.
В. Боереску также занимал должность министра по делам религии и народного образования в течение двух сроков (1860 и 1874).
В. Боереску был членом делегации, которая представляла Румынию на Парижской конференции в 1866 году по итогам Австро-прусско-итальянской войны.
Избран в Учредительное собрание, на котором была принята Конституция 1866 года, в том же году В. Боереску был избран в парламент Румынии.

## Избранные труды
- «Mémoire sur la question politique et économique de la Moldo-Valachie» (Париж, 1856);
- «La Roumanie aprés le traité du Paris du 30 mars 1856» (1856) ;
- «Traité comparatif des délits et des peines au point de vue philosophique et juridique» (1857);
- «Examen de la Convention du 19 Août» (1858);
- «Mémoire de la juridiction consulaire» (1865)
- издал Комментарий к румынскому торговому праву.

Умер в Париже.